# Myrmicinae
Myrmicinae é uma subfamília de formigas, pertencente a família Formicidae.

## Gêneros

### TriboAttini
- Acanthognathus Mayr, 1887
- Acromyrmex Mayr, 1865
- Allomerus Mayr, 1878
- Apterostigma Mayr, 1865
- Atta Fabricius, 1804
- †Attaichnus Laza, 1982
- Basiceros Schulz, 1906
- Blepharidatta Wheeler, 1915
- Cephalotes Latreille, 1802
- Chimaeridris Wilson, 1989
- Colobostruma Wheeler, 1927
- Cyatta Sosa-Calvo et al., 2013
- Cyphomyrmex Mayr, 1862
- Daceton Perty, 1833
- Diaphoromyrma Fernández, Delabie & Nascimento, 2009
- Epopostruma Forel, 1895
- Eurhopalothrix Brown & Kempf, 1961
- Ishakidris Bolton, 1984
- Kalathomyrmex Klingenberg & Brandão, 2009
- Lachnomyrmex Wheeler, 1910
- Lenomyrmex Fernández & Palacio, 1999
- Mesostruma Brown, 1948
- Microdaceton Santschi, 1913
- Mycetagroicus Brandão & Mayhé-Nunes, 2001
- Mycetarotes Emery, 1913
- Mycetophylax Emery, 1913
- Mycetosoritis Wheeler, 1907
- Mycocepurus Forel, 1893
- Myrmicocrypta Smith, 1860
- Ochetomyrmex Mayr, 1878
- Octostruma Forel, 1912
- Orectognathus Smith, 1853
- Paramycetophylax Kusnezov, 1956
- Phalacromyrmex Kempf, 1960
- Pheidole Westwood, 1839
- Pilotrochus Brown, 1978
- Procryptocerus Emery, 1887
- Protalaridris Brown, 1980
- Pseudoatta Gallardo, 1916
- Rhopalothrix Mayr, 1870
- Sericomyrmex Mayr, 1865
- Strumigenys Smith, 1860
- Talaridris Weber, 1941
- Trachymyrmex Forel, 1893
- Tranopelta Mayr, 1866
- Wasmannia Forel, 1893

### TriboCrematogastrini
- Acanthomyrmex Emery, 1893
- Adlerzia Forel, 1902
- Ancyridris Wheeler, 1935
- Atopomyrmex André, 1889
- Calyptomyrmex Emery, 1887
- Cardiocondyla Emery, 1869
- Carebara Westwood, 1840
- Cataulacus Smith, 1853
- Crematogaster Lund, 1831
- Cyphoidris Weber, 1952
- Dacatria Rigato, 1994
- Dacetinops Brown & Wilson, 1957
- Dicroaspis Emery, 1908
- Dilobocondyla Santschi, 1910
- Diplomorium Mayr, 1901
- †Enneamerus Mayr, 1868
- †Eocenomyrma Dlussky & Radchenko, 2006
- Eutetramorium Emery, 1899
- Formicoxenus Mayr, 1855
- Formosimyrma Terayama, 2009
- Gauromyrmex Menozzi, 1933
- Gaoligongidris Xu, 2012
- Harpagoxenus Forel, 1893
- Huberia Forel, 1890
- †Hypopomyrmex Emery, 1891
- Indomyrma Brown, 1986
- Kartidris Bolton, 1991
- Lasiomyrma Terayama & Yamane, 2000
- Leptothorax Mayr, 1855
- Liomyrmex Mayr, 1865
- †Lonchomyrmex Mayr, 1867
- Lophomyrmex Emery, 1892
- Lordomyrma Emery, 1897
- Malagidris Bolton & Fisher, 2014
- Mayriella Forel, 1902
- Melissotarsus Emery, 1877
- Meranoplus Smith, 1853
- Metapone Forel, 1911
- Myrmecina Curtis, 1829
- Myrmisaraka Bolton & Fisher, 2014
- Nesomyrmex Wheeler, 1910
- Ocymyrmex Emery, 1886
- †Oxyidris Wilson, 1985
- †Parameranoplus Wheeler, 1915
- Paratopula Wheeler, 1919
- Perissomyrmex Smith, 1947
- Peronomyrmex Viehmeyer, 1922
- Podomyrma Smith, 1859
- Poecilomyrma Mann, 1921
- Pristomyrmex Mayr, 1866
- Proatta Forel, 1912
- Propodilobus Branstetter, 2009
- Recurvidris Bolton, 1992
- Rhopalomastix Forel, 1900
- Romblonella Wheeler, 1935
- Rostromyrmex Rosciszewski, 1994
- Rotastruma Bolton, 1991
- Royidris Bolton & Fisher, 2014
- Secostruma Bolton, 1988
- Stereomyrmex Emery, 1901
- †Stigmomyrmex Mayr, 1868
- †Stiphromyrmex Wheeler, 1915
- Strongylognathus Mayr, 1853
- Temnothorax Mayr, 1861
- Terataner Emery, 1912
- Tetheamyrma Bolton, 1991
- Tetramorium Mayr, 1855
- Trichomyrmex Mayr, 1865
- Vitsika Bolton & Fisher, 2014
- Vollenhovia Mayr, 1865
- Vombisidris Bolton, 1991
- Xenomyrmex Forel, 1885

### TriboMyrmicini
- Manica Jurine, 1807
- Myrmica Latreille, 1804
- †Plesiomyrmex Dlussky & Radchenko, 2009
- †Protomyrmica Dlussky & Radchenko, 2009

### TriboPogonomyrmecini
- Hylomyrma Forel, 1912
- Pogonomyrmex Mayr, 1868

### TriboSolenopsidini
- Adelomyrmex Emery, 1897
- Anillomyrma Emery, 1913
- Austromorium Shattuck, 2009
- Baracidris Bolton, 1981
- Bariamyrma Lattke, 1990
- Bondroitia Forel, 1911
- Cryptomyrmex Fernández, 2004
- Dolopomyrmex Cover & Deyrup, 2007
- Epelysidris Bolton, 1987
- Kempfidris Fernández, Feitosa & Lattke, 2014
- Megalomyrmex Forel, 1885
- Monomorium Mayr, 1855
- Myrmicaria Saunders, 1842
- Oxyepoecus Santschi, 1926
- Rogeria Emery, 1894
- Solenopsis Westwood, 1840
- Stegomyrmex Emery, 1912
- Syllophopsis Santschi, 1915
- Tropidomyrmex Silva, Feitosa, Brandão & Diniz, 2009
- Tyrannomyrmex Fernández, 2003

### TriboStenammini
- Aphaenogaster Mayr, 1853
- Goniomma Emery, 1895
- Messor Forel, 1890
- Novomessor Emery, 1915
- Oxyopomyrmex André, 1881
- †Paraphaenogaster Dlussky, 1981
- Stenamma Westwood, 1839
- Veromessor Forel, 1917